# Kenneth S. Russell
Kenneth S. Russell, är en australisk astronom.
Minor Planet Center listar honom som upptäckare av 2 asteroider mellan 1983 och 1991. Men anges även som upptäckare av asteroiden 1979 XB.
Han upptäckte även 13 kometer och en supernova.
Asteroiden 3714 Kenrussell är uppkallad efter honom.

## Asteronomiska upptäckter av Kenneth S. Russell

### Supernovor
| 1991ar                                         | 2 september 1991 |
| Upptäckt tillsammans med: A Robert H. McNaught |                  |

### Kometer
| 83D/Russell 1                                                                                | 16 juni 1979      |
| C/1980 R1 Russell                                                                            | 6 september 1980  |
| 89P/Russell 2                                                                                | 28 september 1980 |
| 91P/Russell 3                                                                                | 14 juni 1983      |
| 94P/Russell 4                                                                                | 2 mars 1984       |
| 156P/Russell-LINEAR 1 [A]                                                                    | 3 september 1986  |
| C/1989 Y2 McKenzie-Russell [B]                                                               | 21 december 1989  |
| C/1991 C3 McNaught-Russell [C]                                                               | 12 februari 1991  |
| C/1991 Q1 McNaught-Russell [C]                                                               | 30 augusti 1991   |
| C/1991 R1 McNaught-Russell [C]                                                               | 3 september 1991  |
| C/1993 Y1 McNaught-Russell [C]                                                               | 17 december 1993  |
| 262P/McNaught-Russell [C]                                                                    | 12 december 1994  |
| C/1996 P2 Russell-Watson [D]                                                                 | 10 augusti 1996   |
| Upptäckt tillsammans med: A LINEAR B Patricia McKenzie C Robert H. McNaught D Fred G. Watson |                   |

### Småplaneter
| 1979 XB          | 11 december 1979 |
| (17483) 1991 RA  | 2 september 1991 |
| (306376) 1983 TA | 1 oktober 1983   |